# 5771 Somerville
För andra betydelser, se Somerville.
5771 Somerville eller 1987 ST1 är en asteroid i huvudbältet som upptäcktes den 21 september 1987 av den amerikanske astronomen Edward L.G. Bowell vid Anderson Mesa Station. Den är uppkallad efter den brittiska författaren, astronomen och matematikern, Mary Somerville.
Asteroiden har en diameter på ungefär 28 kilometer.